# Laerte Coutinho
Laerte Coutinho OMC (São Paulo, 10 de junho de 1951), ou simplesmente Laerte, é uma cartunista e chargista brasileira, considerada uma das artistas mais importantes da área no país.

## Biografia
Estudou comunicações e música na Escola de Comunicações e Artes da Universidade de São Paulo, porém sem concluir. Laerte participou de diversas publicações como a Balão e O Pasquim. Também colaborou com as revistas Veja e IstoÉ e os jornais Folha de S.Paulo e O Estado de S. Paulo. Criou diversos personagens, como os Piratas do Tietê e Overman. Em conjunto com Angeli e Glauco (e mais tarde Adão Iturrusgarai) desenhou as tiras de Los Três Amigos.
Em 2005, perdeu um de seus três filhos, Diogo, então com 22 anos, num acidente de carro.
Em entrevista à Folha de S.Paulo, em 2010, revelou por que abandonou alguns de seus personagens, começou a praticar crossdressing e a se identificar como transgênero. Nessa nova fase, participando de vários programas e matérias na mídia impressa e eletrônica. Já em 2012, tornou-se cofundadora de uma instituição voltada às pessoas com essa nuance de gênero, a ABRAT – Associação Brasileira de Transgêneros.
Em 2012, teve a residência roubada, e muitas de suas obras que estavam digitalizadas também foram levadas.
Rafael Coutinho, seu filho, é também cartunista.
Laerte teve sua História de Vida registrada pelo Museu da Pessoa em 2012, com o título "Ser homem é uma prisão".

## Controvérsias
Em dezembro de 2016, Laerte moveu uma ação contra a Editora Abril, a emissora de rádio Jovem Pan e o jornalista Reinaldo Azevedo, obtendo o direito a uma indenização por danos morais no valor de R$ 100 mil, em razão de críticas que não se restringiram somente à charge contrária à postura dos manifestantes pró-impeachment da ex-presidente Dilma Rousseff. Em 2021, o tribunal decidiu a favor de Laerte, que comunicou a intenção de doar o valor à Associação Mães Pela Diversidade.

## Carreira
Em 1968, Laerte concluiu o Curso Livre de Desenho da Fundação Armando Álvares Penteado. Em 1969, começou a cursar jornalismo na Universidade de São Paulo⁣, mas não chegou a concluir o curso. Começou profissionalmente desenhando o personagem Leão para a revista Sibila em 1970. Durante a década de 1970, fundou, com Luiz Gê, a revista Balão enquanto ainda estudava na ECA, e trabalhou nas revistas Banas e Placar. Em 1974, fez seu primeiro trabalho para um jornal, a Gazeta Mercantil. No mesmo ano, começou a produzir material de campanha para o antigo Movimento Democrático Brasileiro (MDB) durante as eleições. No ano seguinte, trabalhou na produção de cartões de solidariedade no movimento de auxílio aos presos políticos.
Em 1974, ganhou o primeiro prêmio no 1.º Salão Internacional de Humor de Piracicaba, com a charge "O Rei Estava Vestido". Em 1978, desenhou histórias do personagem João Ferrador para a publicação do sindicato dos metalúrgicos de São Bernardo do Campo. Mais tarde fundaria a Oboré, agência especializada em produzir material de comunicação para os sindicatos. A editora publicou seu livro Ilustração sindical (1986), com mil ilustrações, quadrinhos e caricaturas liberados para utilização por sindicatos e outras entidades.
Laerte fez cobertura jornalística de três Copas: a de 1978 (para o jornal O Estado de S. Paulo), a de 1982 (para a Folha de S.Paulo) e a de 1986 (para O Estado de S. Paulo). No fim da década de 1980, publicou tiras e histórias em quadrinhos nas revistas Chiclete com Banana (editada por Angeli), Geraldão (editada por Glauco) e Circo, todas da Circo Editorial, que mais tarde lançaria sua própria revista (Piratas do Tietê). Em 1985 lançou seu primeiro livro, O Tamanho da Coisa, uma coletânea de suas charges.
Em 1991, a Folha de S.Paulo começou a publicar as tiras de Piratas do Tietê. Regularmente, a artista lança álbuns com coletâneas de suas tiras, principalmente pela Devir Livraria e L&PM Pocket.
Em 2009, convidada para participar do álbum MSP 50 em homenagem aos 50 anos de carreira de Mauricio de Sousa, Laerte criou uma história protagonizada por Franjinha e seu cachorro Bidu. Em 2014, Laerte passou a publicar charges para a Folha de S.Paulo.

### Televisão
Laerte também atuou como roteirista, tendo colaborado em diversos programas da Rede Globo. Escreveu scripts para os programas humorísticos TV Pirata e para as primeiras temporadas de Sai de Baixo. Ainda na área de humor escreveu para o quadro Vida ao Vivo que ia ao ar durante o Fantástico, em 1997.
Laerte também escreveu o programa infantil TV Colosso e o script de cinema para Super-Colosso: A Gincana da TV Colosso. Em 2010, participou do roteiro e storyboard do curta de animação Los tres amigos dirigido por Daniel Messias e ganhador do Troféu HQ Mix.

### Cinema
Em 2012, Laerte foi protagonista do curta-metragem Vestido de Laerte, dirigido por Cláudia Priscilla e Pedro Marques. O filme foi vencedor nas categorias melhor curta e melhor direção do Festival de Cinema de Brasília 2012.
No ano de 2015, Laerte contribuiu com o documentário da cineasta Miriam Chnaiderman, De Gravata e Unha Vermelha, filme que relata a realidade de transexuais, travestis e transgêneros, adeptos do crossdressing e entusiastas debatendo sobre a construção individual do próprio corpo.
Em 2017, foi lançado o documentário Laerte-se, codirigido por Eliane Brum e Lygia Barbosa, que fala sobre o cotidiano e a transformação na arte e na vida pessoal da artista.

## Personagens
Estes são alguns personagens conhecidos de Laerte, sobretudo por suas tiras publicadas em jornais:
- Overman - um super-herói que talvez tenha a força do Super-Homem⁣, mas com certeza não possui a capacidade de dedução de Batman. Por vezes mostra ter moral e hábitos retrógrados. Seu maior inimigo é o próprio ego. Seu visual lembra Space Ghost, que já apareceu como convidado em algumas tiras.
- Deus - na representação de Laerte, com certeza não é onipotente. Tudo o que para nós é metafísico não passa de mera rotina para Ele. O que não quer dizer, no entanto, que tudo corra as mil maravilhas. Agora que o mundo e a humanidade já estão criados, Ele gasta a maioria do tempo em afazeres menores, como discutir com o arcanjo Gabriel e jogar cartas com Buda.
- Piratas do Tietê - esses piratas trocaram o mar pelo não menos perigoso rio que corta a cidade de São Paulo. Hoje em dia a cidade é o alvo de seus saques e matanças.
- Hugo Baracchini - a visão cômica de Laerte do homem dos tempos modernos. Nele a autora criou uma eterna vítima dos problemas contemporâneos: Hugo já teve problemas em operar seu computador, teve de fugir de paparazzi, ficou complexado com o tamanho de seu pênis e chegou a sentir saudades do Regime Militar.
- Suriá - personagem de Laerte voltada para o público infantil. Suriá é uma menina de 9 anos, que mora com a família em um circo (onde trabalha como trapezista). É uma das raras personagens negras de histórias em quadrinhos.
- Muriel/Hugo - personagem crossdresser que brinca com os padrões de gênero, alternando entre masculino e feminino (respectivamente, alternando entre Hugo e Muriel, porém ainda se autoafirmando como homem). O enredo das tirinhas em que aparece narram o dia a dia da população trans no Brasil, criticando a transfobia, a forma binária em que a cultura brasileira moderna trata a questão de gênero e sexualidade e, por vezes, retratando também a vida sexual das pessoas trans, sempre de forma humorística.
- Lola, a Andorinha - Um passarinho muito peralta. Assim como Suriá foi feita para o público infantil.
- Fagundes, o puxa-saco - Funcionário cujos momentos de sua existência são dedicados a enaltecer seu chefinho – para o desespero desse último.

## Obras publicadas
- Overman
- Histórias Repentinas
- Classificados Vol.1
- Classificados Vol.2
- Suriá - A Garota do Circo
- Suriá - Contra o Dono do Circo
- Classificados Vol.3
- Gatos - Bigodes ao Léu
- Deus
- Deus 2 - A graça continua
- Deus 3 - A Missão
- Hugo para Principiantes
- Seis Mãos Bobas (em conjunto com  Angeli e Glauco)
- Muchacha (2010, com colaboração de seu filho, Rafael Coutinho)
- Fagundes - Um puxa-saco de mão cheia